# Charles Southwood
Charles Southwood est un acteur américain, né à Los Angeles le 30 août 1937 et mort le 8 avril 2009 à Grants Pass.

## Biographie
Charles Southwood se fait d'abord connaître en tournant dans des films italiens, notamment des westerns spaghettis. Il est parfaitement francophone, ce qui lui permet de tourner dans des films français dans les années 1970. Il incarne notamment le beatnik christique dans le film de Michel Audiard Elle cause plus... elle flingue, et Charles, le chef des hippies, dans Quelques messieurs trop tranquilles de Georges Lautner, l'année suivante.
Entre 1973 et 1981, il est absent des grands écrans. À cette époque, il subit la concurrence de l'acteur américain Jess Hahn, beaucoup plus populaire pour le public français, les cinéastes et des producteurs. Pour vivre, il doit se tourner vers le cabaret, où même en jouant des personnages d'« Américain », il n'aura pas un grand succès. Il participe à des troupes, des foires, des animations de supermarchés, avec des rôles clichés d'Américain cow-boy ou d'Indien Sioux, par exemple. Lassé, il envisage un retour aux États-Unis dès la fin des années 1970.
Par la suite, ses apparitions se raréfient : il quitte la France en 1983, pour s'installer à Grants Pass, dans son pays natal. Il ne parvient pas à retrouver une place dans l'industrie américaine du cinéma, où la concurrence avec d'autres acteurs est très forte. Pour gagner sa vie, il monte des spectacles de cabaret, et des tournées avec une équipe, surtout en Californie, pour enfin se retirer du monde du spectacle au milieu des années 1990, et repartir définitivement à Grants Pass.
De retour en Oregon, il a l'idée des Death Cigarettes (litt. « cigarettes de la mort ») en 1991. Décidé à être honnête sur les effets de la cigarette, Southwood, qui a fumé de 13  à   40 ans, veut manufacturer des cigarettes emballées dans leur propre cercueil : un petit paquet noir austère décoré d'une tête de mort avec des os croisés. Il se rend dans le sud des États-Unis, où les principaux fabricants de tabac américains jugent son idée « contraire à leurs intérêts ». Il  trouve un petit fabricant de tabac en Hollande prêt à fabriquer ses cigarettes ; il recommence brièvement à fumer pour trouver le bon mélange de tabacs, mais il ne trouve pas de distributeur de cigarettes disposé à vendre son produit dans les magasins. « Je pense qu'ils ont peur de la pression exercée par les grands fabricants de cigarettes. »

## Filmographie
- 1967 : Étranger, signe-toi (Straniero... fatti il segno della croce!) de Demofilo Fidani
- 1968 : Mes ennemis, je m'en garde ! (...dai nemici mi guardo io!) de Mario Amendola : Alan Burton
- 1970 : Roy Colt et Winchester Jack (Roy Colt e Winchester Jack) de Mario Bava
- 1970 : Django arrive, préparez vos cercueils (C'è Sartana... vendi la pistola e comprati la bara!) de Giuliano Carnimeo
- 1971 : La Saignée de Claude Mulot
- 1971 : Il était une fois un flic de Georges Lautner
- 1971 : On m'appelle Alléluia (Testa t'ammazzo, croce... sei morto - Mi chiamano Alleluja) de Giuliano Carnimeo : Alessio Ivanovic
- 1972 : Elle cause plus... elle flingue de Michel Audiard
- 1973 : Quelques messieurs trop tranquilles de Georges Lautner
- 1973 : Profession : Aventuriers de Claude Mulot
- 1981 : Documenteur d'Agnès Varda